# 윌리엄 롤리
윌리엄 롤리(William Rowley, 1585년 경 ∼ 1626년 2월)는 잉글랜드의 배우이자 극작가이다. 여러 극작가들과 공동으로 작품을 썼다. 미들턴과 함께 쓴 ＜체인즐링＞이 가장 유명하다. 1626년 2월 11일 런던 북부 세인트제임스처치에 묻혔다. 롤리의 사망에 관한 분명한 기록이 1928년 발견되었지만 일부 기관들은 사망 연도를 1642년으로 기록해놓기도 한다.